# Oleksandr Lysohub
Oleksandr Iwanowytsch Lysohub (ukrainisch Олександр Іванович Лизогуб, russisch Александр Иванович Лизогуб Alexander Iwanowitsch Lisogub; * Februar 1790, Russisches Kaiserreich; † Januar 1839 ebenda) war ein ukrainischer Pianist und Komponist sowie Generalmajor der Kaiserlich Russischen Armee. Er entstammte dem Adelsgeschlecht Lysohub und war einer der Gründer der ukrainischen Klaviermusik.

## Leben
Oleksandr Lysohub kam im Februar 1790 als Sohn von Iwan Lysohub (Іван Якович Лизогуб; 1761–1819), dem vermögenden Adelsmarschall des Gouvernement Tschernigow zur Welt.
Er besuchte die Militärakademie des Pagenkorps in Sankt Petersburg und trat am 19. Dezember 1809 als Kornet in den Dienst des Litauischen 5. Lanzenregiments. 1812 nahm er am Feldzug gegen Napoleon teil und kämpfte in der Schlacht bei Wjasma und der Schlacht bei Wilna.
1812 Am 4. Augustjul. / 16. August 1812greg. zeichnete er sich bei Schlacht um Smolensk aus und nahm am weiteren Verlauf des Sechsten Koalitionskriegs teil. 1814 wurde zum Stabskapitän befördert. 
1815 wurde er in das Orenburger Ulanenregiment versetzt und im folgenden Jahr kehrte er zum Litauischen Lanzenregiment zurück, wo er im August desselben Jahres zum Hauptmann befördert wurde. Zwei Jahre später, 1818, trat er dem sibirischen Ulanenregiment bei, dass 1819 zur Leibgarde kam. Hier wurde er Oberbefehlshaber der 3. Division und 1826 zum Oberst befördert. Nachdem er am 26. Novemberjul. / 8. Dezember 1830greg. zum Kommandeur des Serpuchower Ulanenregiments ernannt worden war, nahm er mit diesem am Feldzug gegen die aufständischen Polen teil.
Am 25. Dezember 1833 wurde Oleksandr Lysohub für 25-jährigen makellosen Dienst der Orden des Heiligen Georg 4. Klasse (Nummer 4784 auf der Liste der Ritter des Ordens des Heiligen Georg). 
Am 13. März 1834 befördert man ihn zum Generalmajor und ernannte ihn zum Kommandeur der 1. Brigade der ersten Ulanendivision.
Ende 1838 wurde er aufgrund Krankheit pensioniert und starb Anfang 1839. Am 24. Januar 1839 war er auf der Liste der Verstorbenen vermerkt.

## Ehrungen
- 1812 Sankt-Wladimir-Orden 4. Klasse am Band[4][3]
- 1812 Orden der Heiligen Anna 4. Klasse[4][3]
- 1826 Orden der Heiligen Anna 2. Klasse mit Diamanten[3][4]
- 1833 Orden des Heiligen Georg 4. Klasse für 25 Jahre einwandfreien Militärdienst.[6][3][4]

## Werk
Neben seinen Werken für Klavier Nocturne und Mazurka, schrieb er Variationen zu ukrainischen Volksliedern Oj u poli krynytschenka (Ой у полі криниченька; zu deutsch Im Feld ist ein Brunnen), Ta bula w mene schinka (Та була в мене жінка; zu deutsch Ich hatte eine Frau), Oj ty, diwtschyno (Ой ти, дівчино; zu deutsch Oh, du Fräulein) Oj ne chody, Hryzju (Ой не ходи, Грицю; zu deutsch Oh geh nicht, Hryc); Romanzen: Smert na tschuschyni (Смерть на чужині; zu deutsch Tod in einem fremden Land) und andere.

## Familie
Oleksandr Lysohub war der Bruder des liberalen Großgrundbesitzers und Freund Taras Schewtschenkos Andrij Lysohub und des Philanthropen, Komponisten und Pianisten Illja Lysohub (Ілля Іванович Лизогуб; 1787–1867) sowie Onkel des zukünftigen ukrainischen Regierungschefs Fedir Lysohub und des später hingerichteten Revolutionärs Dmytro Lysohub.